# 春來演唱會
春來演唱會（韓語：봄이온다）全稱祝願韓朝和平合作的韓方藝術團平壤演出-春來（：／）是一場於2018年4月1日在朝鮮民主主義人民共和國首都平壤東平壤大劇院舉行的演唱會，演出者為大韓民國的一眾流行曲歌手。4月3日，访问朝鲜的韩国艺术家与朝鲜艺术家们在平壤柳京鄭周永體育館共同举行了北南艺术家联欢演出《我们是一个整体》（：／）。这次演唱會多被解讀為朝鮮半島南北關係回暖的其中一步。

## 背景
由於朝鮮核問題，朝鮮半島南北關係變得緊張。2017年6月，大韓民國總統文在寅在德國訪問期間發表名為《柏林對朝構想》的演說，希望透過對話令兩國建立永久和平。2018年，朝鮮最高領導人金正恩同意改善兩國關係，於是派隊參與平昌冬季奧運，又在期間派遣啦啦隊、藝術團、參觀團、跆拳道表演團及新聞採訪團訪問大韓民國。隨後，金正恩又邀請大韓民國藝術團到訪平壤，造就了此次演唱會。為確保順利演出，青瓦台先於3月22日至24日到平壤視察表演場地。
這是大韓民國藝人时隔13年再次到訪北朝鮮。在2005年，趙容弼曾在平壤舉辦過演唱會。120人組成的藝術團由文化體育觀光部長官都鐘煥、藝術總監尹相於3月31日在首爾金浦國際機場直接飛往平壤順安國際機場。期間，藝術團會入住高麗飯店。此外，跆拳道表演團亦隨隊來到平壤。

## 過程
演唱會分別於4月1日和3日舉行，包括趙容弼、李仙姬、尹度玹、白智榮、少女時代的徐玄、崔辰煕、Ali、女團Red Velvet、搖滾樂團YB和鋼鐵家金光民參與演出。除趙容弼外，這些人當中有的此前有在北朝鮮表演的經驗﹕尹度玹和李仙姬分別於2002年和2003年在平壤參與演出。尹相在演唱會開始前提醒眾人「不要出現失誤」，以為平壤市民留下好印象。大韓民國藝人的到來引起了北朝鮮傳媒的興趣，朝鮮中央通訊社、朝鮮中央電視台等10多家媒體的20多名記者對藝術團進行拍攝和訪問。
演唱會首天在東平壤大劇院進行，由大韓民國藝術團單獨演出。演唱會原定於下午4時半開始，但應藝術團的要求提早了一個小時舉行。朝鮮最高領導人金正恩和夫人李雪主本來計劃到場觀看3日舉行的演出，但因行程有變而改為觀看1日的表演。朝鮮中央通訊社引述金正恩指「今天雖然晚了點」，但也要是來看演出，又對他們抽出時間來平壤演出表示感謝。第一天的表演結束後，金正恩與演出者一一握手致謝，又提議在本年秋年於首爾舉行一場類似的演出。都鐘煥指金正恩對歌詞等作出不少提問，表現很大興趣。另外，跆拳道表演團在平壤跆拳道殿堂進行了25分鐘的示範表演。
4月3日的演唱會由大韓民國藝術團聯同北朝鮮歌手在柳京鄭周永體育館舉行，逾1.2萬人於現場觀看表演。演出於下午3時半展開，鄭仁、Ali、Red Velvet、白智榮、崔辰煕、趙容弼和YB等首先獻唱其作品，然後與與北朝鮮的女歌手們在三池淵管弦樂團的伴奏下演唱了改編歌曲《白頭和漢拿是我的祖國》，兩國歌手還在最後合唱《我們的願望是統一》和《再見》。表演結束後，大韓民國藝術團於平壤返回首爾。

## 資料來源
1. ↑  . 朝鲜中央通讯. 2018-04-04  [2022-10-08]. （原始内容存档于2022-10-08）.
2. ↑  . 朝鲜新报. 2018-04-04  [2022-10-08]. （原始内容存档于2022-10-09）.
3. 1 2  . Hani. 2018-04-02  [2018-05-13]. （原始内容存档于2020-01-27） （韩语）.
4. ↑  . ani.co.kr. 2017-07-06  [2018-04-26]. （原始内容存档于2017-09-08） （韩语）.
5. ↑  . BBC. 2018-04-01  [2018-04-28]. （原始内容存档于2018-04-30）.
6. ↑  . 韓聯社. 2018-03-20  [2018-05-13]. （原始内容存档于2018-10-20）.
7. 1 2 3 4 5 6  . 國民日報. 2018-03-31  [2018-05-13]. （原始内容存档于2019-08-22） （韩语）.
8. ↑  . 韓聯社. 2018-03-22  [2022-10-28]. （原始内容存档于2022-10-28）.
9. ↑  . 韓聯社. 2018-04-03  [2018-05-13]. （原始内容存档于2018-05-13）.
10. ↑  . 朝鮮中央通訊社. 2018-04-02  [2018-05-13]. 原始内容存档于2022-10-08.
11. 1 2  . 韓聯社. 2018-04-01  [2018-05-13]. （原始内容存档于2018-05-13）.
12. ↑  . 韓聯社. 2018-04-03  [2022-10-28]. （原始内容存档于2022-10-28）.